# Карпатка жовтава
Карпатка жовтава (Pidonia lurida (Fabricius, 1792)) — вид жуків з родини Скрипунових, що зустрічається в лісах Європи, де представлений трьома формами: Pidonia lurida var. ganglbaueri Ormay, Pidonia lurida var. notaticollis Pic, Pidonia lurida var. suturalis Olivier.

## Поширення
Хорологічно P. lurida належить до західно-центральноєвропейської групи видів європейського зоогеографічного комплексу, поширений у Західній та Центральній Європі. 
В Україні ареал охоплює всю територію Карпат, передгір'їв і Поділля .

## Екологія
P. lurida — масовий для смерекових та букових лісів вид. Імаго зустрічається на квітах, у передгір'ях на арункусі звичайному, а в гірських районах — на гадючнику в'язолистому, часто відвідують чемерицю білу та чемерицю Лобеля, борщівники карпатський і європейський, рідше на інших рослинах.

## Морфологія

### Імаго
Цей вид характеризується середніми розмірами тіла — довжиною 9-13 мм. Загальне забарвлення чорне, ноги, вусики та губні і щелепні щупальця руді, у популяцій із західних Карпат все тіло руде. Надкрила жовто-бурі з двома маленькими чорними плямами на боці у першій половині надкрил. Самки більші від самців з великим черевцем. За даними Володимира Лазорка (1953) у Ґорґанах поширена Pidonia lurida forma Ganglbaueri Ormay. Ця форма розповсюджена на території усіх Східних Карпат та в передгір'ях. Проте у долині Дністра, на Передкарпатті й у Розточчі поширена світліша форма, яка відрізняється від Ganglbaueri.

## Життєвий цикл
Личинки розвиваються в деревині смереки та бука (Fagus sylvatica L.), і, можливо, ялиці. Життєвий цикл триває 2 роки.